# Lista de primeiros-ministros do Japão
Esta é a lista histórica de pessoas que serviram como primeiros-ministros do Japão. Mandatos múltiplos, consecutivos ou não, estão listados, mas não somados: enquanto Junichiro Koizumi está na lista como a 56ª pessoa a ocupar o cargo, seu mandato é o 87° desde Ito Hirobumi. No Japão os nomes de família vêm na frente, ordem respeitada nesta lista.
|    | Imagem | Nome                                    | Início                  | Fim                     | Partido                      |
| 1  |        | Ito Hirobumi                            | 22 de dezembro de 1885  | 30 de abril de 1888     | nenhum                       |
| 2  |        | Kuroda Kiyotaka                         | 30 de abril de 1888     | 25 de outubro de 1889   | nenhum                       |
| -  |        | Sanetomi Sanjō (substituto do Gabinete) | 25 de outubro de 1889   | 24 de dezembro de 1889  | nenhum                       |
| 3  |        | Yamagata Aritomo                        | 24 de dezembro de 1889  | 6 de maio de 1891       | nenhum                       |
| 4  |        | Matsukata Masayoshi                     | 6 de maio de 1891       | 8 de agosto de 1892     | nenhum                       |
|    |        | Ito Hirobumi, segundo mandato           | 8 de agosto de 1892     | 18 de setembro de 1896  | nenhum                       |
|    |        | Matsukata Masayoshi, segundo mandato    | 18 de setembro de 1896  | 12 de janeiro de 1898   | nenhum                       |
|    |        | Ito Hirobumi, terceiro mandato          | 12 de janeiro de 1898   | 30 de junho de 1898     | nenhum                       |
| 5  |        | Okuma Shigenobu                         | 30 de junho de 1898     | 8 de novembro de 1898   | Constitucional (Kenseito)    |
|    |        | Yamagata Aritomo, segundo mandato       | 8 de novembro de 1898   | 10 de outubro de 1900   | nenhum                       |
|    |        | Ito Hirobumi, terceiro mandato          | 10 de outubro de 1900   | 2 de junho de 1901      | Constitucional (Seiyukai)    |
| 6  |        | Katsura Taro                            | 2 de junho de 1901      | 7 de janeiro de 1906    | nenhum                       |
| 7  |        | Saionji Kinmochi                        | 7 de janeiro de 1906    | 14 de julho de 1908     | Constitucional (Seiyukai)    |
|    |        | Katsura Taro, segundo mandato           | 14 de julho de 1908     | 30 de agosto de 1911    | nenhum                       |
|    |        | Saionji Kinmochi, segundo mandato       | 30 de agosto de 1911    | 19 de dezembro de 1912  | Constitucional (Seiyukai)    |
| 8  |        | Yamamoto Gonnohyoe                      | 19 de dezembro de 1912  | 15 de abril de 1914     | Militar                      |
|    |        | Okuma Shigenobu, segundo mandato        | 15 de abril de 1914     | 9 de outubro de 1916    | Constitucional Nacionalista  |
| 9  |        | Terauchi Masatake, segundo mandato      | 9 de outubro de 1916    | 29 de setembro de 1918  | Militar                      |
| 10 |        | Hara Takashi                            | 9 de outubro de 1916    | 4 de novembro de 1921   | Constitucional (Seiyukai)    |
| 11 |        | Takahashi Korekiyo                      | 13 de novembro de 1921  | 12 de junho de 1922     | Constitucional (Seiyukai)    |
| 12 |        | Kato Tomosaburo                         | 12 de junho de 1922     | 24 de agosto de 1923    | Militar                      |
|    |        | Yamamoto Gonnohyoe, segundo mandato     | 12 de setembro de 1923  | 5 de janeiro de 1924    | Militar                      |
| 13 |        | Kiyoura Keigo                           | 5 de janeiro de 1924    | 11 de junho de 1924     | nenhum                       |
| 14 |        | Kato Takaaki                            | 11 de junho de 1924     | 27 de janeiro de 1926   | Constitucional (Kenseito)    |
| 15 |        | Wakatsuki Reijiro                       | 30 de janeiro de 1926   | 19 de abril de 1927     | Constitucional (Kenseito)    |
| 16 |        | Tanaka Giichi                           | 19 de abril de 1927     | 2 de julho de 1929      | Constitucional (Seiyukai)    |
| 17 |        | Hamaguchi Osachi                        | 2 de julho de 1929      | 14 de abril de 1931     | Constitucional Democrático   |
|    |        | Wakatsuki Reijiro, segundo mandato      | 14 de abril de 1931     | 13 de dezembro de 1931  | Constitucional Democrático   |
| 18 |        | Inukai Tsuyoshi                         | 13 de dezembro de 1931  | 16 de maio de 1932      | Constitucional (Seiyukai)    |
| 19 |        | Saito Makoto                            | 26 de maio de 1932      | 8 de julho de 1934      | Militar                      |
| 20 |        | Okada Keisuke                           | 8 de julho de 1934      | 9 de março de 1936      | Militar                      |
| 21 |        | Hirota Koki                             | 9 de março de 1936      | 2 de fevereiro de 1937  | nenhum                       |
| 22 |        | Hayashi Senjuro                         | 2 de fevereiro de 1937  | 2 de junho de 1937      | Militar                      |
| 23 |        | Fumimaro Konoe                          | 2 de junho de 1937      | 4 de janeiro de 1939    | nenhum                       |
| 24 |        | Hiranuma Kiichiro                       | 4 de janeiro de 1939    | 29 de agosto de 1939    | nenhum                       |
| 25 |        | Abe Nobuyuki                            | 29 de agosto de 1939    | 15 de janeiro de 1940   | Militar                      |
| 26 |        | Yonai Mitsumasa                         | 15 de janeiro de 1940   | 21 de julho de 1940     | Militar                      |
|    |        | Fukimaro Konoe, segundo mandato         | 21 de julho de 1940     | 18 de outubro de 1941   | Taisei Yokusankai            |
| 27 |        | Hideki Tojo                             | 18 de outubro de 1941   | 22 de julho de 1944     | Taisei Yokusankai            |
| 28 |        | Koiso Kuniaki                           | 22 de julho de 1944     | 7 de abril de 1945      | Taisei Yokusankai            |
| 29 |        | Suzuki Kantaro                          | 7 de abril de 1945      | 16 de agosto de 1945    | Taisei Yokusankai            |
| 30 |        | Higashikuni Naruhiko                    | 16 de agosto de 1945    | 8 de outubro de 1945    | Militar                      |
| 31 |        | Shidehara Kijuro                        | 8 de outubro de 1945    | 20 de maio de 1946      | nenhum                       |
| 32 |        | Yoshida Shigeru                         | 20 de maio de 1946      | 21 de maio de 1947      | Liberal                      |
| 33 |        | Katayama Tetsu                          | 21 de maio de 1947      | 23 de fevereiro de 1948 | Socialista                   |
| 34 |        | Ashida Hitoshi                          | 23 de fevereiro de 1948 | 15 de outubro de 1948   | Democrático                  |
|    |        | Yoshida Shigeru, segundo mandato        | 15 de outubro de 1948   | 10 de dezembro de 1954  | Liberal                      |
| 35 |        | Hatoyama Ichiro                         | 10 de dezembro de 1954  | 23 de dezembro de 1956  | Liberal Democrata            |
| 36 |        | Ishibashi Tanzan                        | 23 de dezembro de 1956  | 24 de fevereiro de 1957 | Liberal Democrata            |
| 37 |        | Kishi Nobusuke                          | 24 de fevereiro de 1957 | 18 de julho de 1960     | Liberal Democrata            |
| 38 |        | Ikeda Hayato                            | 18 de julho de 1960     | 9 de novembro de 1964   | Liberal Democrata            |
| 39 |        | Sato Eisaku                             | 9 de novembro de 1964   | 6 de julho de 1972      | Liberal Democrata            |
| 40 |        | Tanaka Kakuei                           | 6 de julho de 1972      | 9 de dezembro de 1974   | Liberal Democrata            |
| 41 |        | Miki Takeo                              | 9 de dezembro de 1974   | 24 de dezembro de 1976  | Liberal Democrata            |
| 42 |        | Fukuda Takeo                            | 24 de dezembro de 1976  | 7 de dezembro de 1978   | Liberal Democrata            |
| 43 |        | Ohira Masayoshi                         | 7 de dezembro de 1978   | 12 de junho de 1980     | Liberal Democrata            |
| 44 |        | Suzuki Zenko                            | 17 de julho de 1980     | 26 de novembro de 1982  | Liberal Democrata            |
| 45 |        | Nakasone Yasuhiro                       | 26 de novembro de 1982  | 6 de novembro de 1987   | Liberal Democrata            |
| 46 |        | Takeshita Noboru                        | 6 de novembro de 1987   | 2 de junho de 1989      | Liberal Democrata            |
| 47 |        | Uno Sosuke                              | 2 de junho de 1989      | 9 de agosto de 1989     | Liberal Democrata            |
| 48 |        | Kaifu Toshiki                           | 9 de agosto de 1989     | 6 de novembro de 1991   | Liberal Democrata            |
| 49 |        | Miyazawa Kiichi                         | 6 de novembro de 1991   | 9 de agosto de 1993     | Liberal Democrata            |
| 50 |        | Hokosawa Morihiro                       | 9 de agosto de 1993     | 25 de abril de 1994     | Novo                         |
| 51 |        | Hata Tsutomu                            | 25 de abril de 1994     | 29 de junho de 1994     | Renovador                    |
| 52 |        | Murayama Tomiichi                       | 29 de junho de 1994     | 11 de janeiro de 1996   | Social Democrata             |
| 53 |        | Hashimoto Ryutaro                       | 11 de janeiro de 1996   | 30 de julho de 1998     | Liberal Democrata            |
| 54 |        | Obuchi Keizo                            | 30 de julho de 1998     | 5 de abril de 2000      | Liberal Democrata            |
| 55 |        | Mori Yoshiro                            | 5 de abril de 2000      | 26 de abril de 2001     | Liberal Democrata            |
| 56 |        | Koizumi Junichiro                       | 26 de abril de 2001     | 26 de setembro de 2006  | Liberal Democrata            |
| 57 |        | Abe Shinzō                              | 26 de setembro de 2006  | 26 de setembro de 2007  | Liberal Democrata            |
| 58 |        | Fukuda Yasuo                            | 26 de setembro de 2007  | 24 de setembro de 2008  | Liberal Democrata            |
| 59 |        | Aso Taro                                | 24 de setembro de 2008  | 16 de setembro de 2009  | Liberal Democrata            |
| 60 |        | Hatoyama Yukio                          | 16 de setembro de 2009  | 8 de junho de 2010      | Partido Democrático do Japão |
| 61 |        | Kan Naoto                               | 8 de junho de 2010      | 2 de setembro de 2011   | Partido Democrático do Japão |
| 62 |        | Noda Yoshihiko                          | 2 de setembro de 2011   | 26 de dezembro de 2012  | Partido Democrático do Japão |
|    |        | Abe Shinzō, segundo mandato             | 26 de dezembro de 2012  | 16 de setembro de 2020  | Liberal Democrata            |
| 63 |        | Suga Yoshihide                          | 16 de setembro de 2020  | 4 de outubro de 2021    | Liberal Democrata            |
| 64 |        | Kishida Fumio                           | 4 de outubro de 2021    | 1 de outubro de 2024    | Liberal Democrata            |
| 65 |        | Ishiba Shigeru                          | 1 de outubro de 2024    | em exercício            | Liberal Democrata            |